# Брейк Amen
Брейк Amen — це барабанний брейк, який широко використовувався в поп-музиці. Він походить із пісні 1969 року «Amen, Brother» американської соул-групи Winstons,  яка була випущена як B-side сингл 1969 року «Colour Him Father». Барабанний брейк грає близько семи секунд і був виконаний Грегорі Коулманом.
З розвитком хіп-хопу у 1980-х роках брейк використовувався в таких хітах, як «Straight Outta Compton» N.W.A та «Keep It Going Now »  Rob Base і DJ EZ Rock. У 1990-х роках він став основним елементом драм-енд-бейсу та джанглової музики. Його використовували в тисячах треків багатьох жанрів, що робить його одним із записів із найбільшою кількістю семплів в історії.
Вінстони не отримували жодних гонорарів за зразок. Лідер гурту Річард Льюїс Спенсер сказав, що не  може бути, щоб Коулман, який помер бездомним і злиденним у 2006 році,  який зрозумів, який вплив він зробив на музику. Спенсер засудив його у плагіаті, але пізніше сказав, що це брехня.

## Запис
Winstons були багатонаціональним soul- гуртом із Вашингтона, Колумбія, який грав на півдні США. Очолив їх Річард Льюїс Спенсер. На початку 1969 року Winstons записали сингл «Color Him Father» в Атланті. Для B-side вони записали інструментальну композицію на основі госпел-пісні «Amen» та гітарного рифу, який Кертіс Мейфілд грав для Спенсера. В результаті створилась пісня «Amen, brother», яка була записана 20 хвилин. Хоча «Color Him Father» увійшов до 10 найкращих R&B-хітів і отримав премію «Греммі», «Amen Brother» не отримав особливої уваги на момент релізу. Winstons мали проблеми з концертами в південних штатах через їх багаторасовий склад і розпалися в 1970 році.

## Барабанний брейк
Близько через 1 хвилину 26 секунд після пісні «Amen, Brother» інші музиканти припиняють грати, а барабанщик Грегорі Коулман виконує чотиритактний барабанний брейк. Протягом двох тактів він грає попередній удар; у третьому він затримує удар малим барабаном ; у четвертому він залишає перший удар порожнім, а потім синкопований патерн і ранню тарілку.
Барабанна перерва була додана, аби подовжити трек, який був занадто коротким лише з рифом. Спенсер сказав, що він керував перервою, але Філ Толотта, єдиний інший учасник гурту, який вижив у 2015 році, приписав це виключно Коулмену.

## Семплінг
У 1980-х роках, із розквітом хіп-хопу, ді-джеї почали використовувати вертушки, щоб зациклювати барабанні паузи з платівок, на які МС читали реп. У 1986 році «Amen Brother» було включено до Ultimate Breaks and Beats, компіляції старих фанк- і соул-треків із чистими драм-брейками, призначених для ді-джеїв.
Сингл Salt-N-Pepa 1986 року « I Desire » мав одне з найперших використань перерви Амінь. Кілька релізів 1988 року зробили його популярним, зокрема «Straight Outta Compton » від NWA та «Keep It Going Now» від Роба Бейс та DJ EZ Rock. У «King of the Beats» Mantronix (1988) брейк Amen «розрізаний, накладений на шари та оброблений так, що барабани стали центральною частиною треку, а не просто ритмічною підкладкою».
На початку 1990-х у британській танцювальній музиці широко використовувався семпл Amen Break, особливо в драм-енд-бейс і джангл. З того часу він використовувався в тисячах треків, що зробило «Amen, Brother» одним із треків з найбільшою кількістю семплів в історії. Він використовувався в багатьох жанрах, в тому числі рок-музикантів таких виконавців, як Oasis, і в телевізійних темах, таких як Futurama. За даними WhoSampled, веб-сайту, який каталогізує семпли на основі внесків користувачів, Amen break є треком із найбільшою кількістю семплів в історії, який з’являється у понад 5000 треках станом на 2021 рік

## Роялті
Власником авторських прав на «Amen, Brother», включно з перервою Amen, був лідер групи Winstons Річард Льюїс Спенсер. Ні він, ні Коулман не отримували гонорарів за перерву, і Спенсер не знав про його використання до 1996 року, коли керівник зв'язався з ним і попросив надати майстер-плівку. Спенсер засудив семплування як плагіат і сказав у 2011 році: «Серце й душа [Коулмана] ввійшли в цей драм-брейк. Тепер ці хлопці копіюють і вставляють це та заробляють мільйони». Однак у 2015 році він сказав: «Це не найгірше, що може з вами трапитися. Я темношкірий в Америці та той факт, що хтось хоче використовувати те, що я створив — це лестить».
Коулман помер бездомним і знедоленим у 2006 році  Спенсер сказав, що навряд чи він усвідомлює свій вплив на музику. У 2015 році кампанія GoFundMe, організована для Спенсера британськими діджеями Мартіном Вебстером і Стівом Теобальдом, зібрала 24 000 фунтів стерлінгів (37 000 доларів США). Спенсер помер у 2020 році 

## Дивись також
- Брейкбіт
- Брейккор